# 网络截图

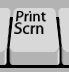
电脑键盘上的截屏键

网络截图是一种通过互联网实现的图片即时分享的方式。
最早可能是出现在即时聊天工具IM之中，QQ、MSN都支持用户将当前电脑画面截取下来发送给好友分享。微软的Outlook也支持将剪贴版的图文粘贴在邮件之中发送出去。有别于一般的截图工具，网络截图的最大区别是，即时通过网络来分享图片一气呵成，而一般的截图工具则需要用户先把图片保存在本地磁盘，然后再选用通信工具发送出去。由于图像的表达能力丰富因此在网络交流上，一部分网民习惯用图片来交流信息，例如在一些远程协助的场合下。